# گلشه‌سیگت
گِلشه‌سیگت (به مجاری:  Gelsesziget) یک شهرداری در مجارستان است که در ناحیه نادْیْ‌کانیژا واقع شده‌است. گِلشه‌سیگت ۴٫۹۸ کیلومتر مربع مساحت و ۲۷۲ نفر جمعیت دارد.